# Тонга (банту)
Тонга (батонга, тонка, батонка) — народ групи банту у Південній Африці.

## Територія розселенняі чисельність
Тонга проживають у Південній провінції Замбії, як у долині Замбезі, так і на так званому плато Тонга, а також у прикордонні Зімбабве та Мозамбіку в районі Замбезі.
Загальна чисельність представників народу тонга (батонга) обраховується (власне оцінюється) разом зі спорідненими групами (лендже, іла, тотела, сала, тока, ве тощо) й сягає 1 млн осіб.

## Мова і релігія
Люди тонга (батонга) розмовляють мовою чітонга, однією з мов банту. Мова має писемність на основі латинки.
Люди тонга дотримуються здебільшого традиційних вірувань, є християни.

## Етнічна історія
Етнічна історія народу тонга (батонга) досліджена не достатньо. На території Замбії від ХІІ століття піддавались впливам мігруючих племен.
Наприкінці XIX століття тонга були примусово переселені британською колоніальною адміністрацією до резерватів.
Від проголошення незалежності Замбією (1964 рік) тонга — один з провідних етнічних елементів півдня країни, зокрема і столиці держави міста Лусаки.
Традиційно основою соціальної організації була сільська община.

## Господарство і культура
Традиційні заняття тонга (батонга) — скотарство, підсічно-вогневе ручне землеробство (кукурудза), мисливство. Розвинуті ремесла: виготовлення дерев'яних меблів, предметів побуту, музичних інструментів, розпис.
Традиційне житло — кругла хатина з конічною верхівкою та навісом.
Традиційні вірування представлені культом предків та вірою в духів і природні сили (анімізм).
Зберігається фольклор — обрядові пісні і танці.